# كيت فيشر
كيت فيشر (بالإنجليزية: Kate Fischer)‏ وهي ممثلة وعارضة أزياء أسترالية يهودية ولدت في يوم 30 نوفمبر 1973 في مدينة أديليد في أستراليا، مثلت في عدة أفلام ومسلسلات أسترالية، منها فلم Sirens في 1994 مع هيو غرانت وتارا فيتزجيرالد وإيل ماكفيرسون وبورتيا دي روسي وسام نيل.

## روابط خارجية
- كيت فيشر على موقع IMDb (الإنجليزية)
- كيت فيشر على موقع ألو سيني (الفرنسية)
- كيت فيشر على موقع أول موفي (الإنجليزية)
- كيت فيشر على موقع قاعدة بيانات الأفلام السويدية (السويدية)
- كيت فيشر على موقع قاعدة بيانات الفيلم (الإنجليزية)
- كيت فيشر على موقع كينوبويسك (الروسية)